# 基亞日納足球俱樂部
基亞日納足球俱樂部（CS Concordia Chiajna）是羅馬尼亞的一家足球俱樂部，主場位於基亞日納。球隊參加羅馬尼亞足球甲級聯賽的賽事。 
在2010-11賽季的羅馬尼亞乙級足球聯賽的賽事中，基亞日納獲得第二名，得以參加羅馬尼亞甲級足球聯賽的賽事。2013-14賽季時，基亞日納奪得羅馬尼亞足球甲級聯賽第九名的成績。

## 外部連結
- （罗马尼亚文） Official website
- （英文） Romanian Football History and Statistics （页面存档备份，存于）